# Cravent
Cravent là một xã của Pháp, nằm ở tỉnh Yvelines trong vùng Île-de-France.
Người dân ở đây trong tiếng Pháp gọi là Craventais.
Các xã giáp ranh gồm: Lommoye về phía đông, Villiers-en-Désœuvre về phía nam, Breuilpont về phía tây nam, Villegats về phía tây bắc, cả ba đều thuộc Eure, và Chaufour-lès-Bonnières về phía bắc.